# Мишиев, Вячеслав Данилович
Вячеслав Данилович Мишиев  (укр. Вячеслав Данилович Мішиєв; 24 марта 1958, Дербент, Дагестанская АССР, РСФСР, СССР) — советский и украинский учёный, доктор медицинских наук, профессор, заслуженный врач Украины, заведующий кафедрой общей, детской, судебной психиатрии и наркологии Национального университета здравоохранения Украины имени П. Л. Шупика.

## Биография
Родился 24 марта 1958 года в городе Дербент (ныне — Дагестан). Является выпускником дербентской средней школы № 11.

## Трудовая деятельность
- 1977 — 1983 — Ворошиловградский медицинский институт по специальности «Лечебное дело»;
- 1983 — 1984 — интернатура по специальности «Психиатрия»;
- 1984 — 1985 — Исполняющий обязанности заведующего отделением, Ворошиловградская областная психиатрическая больница;
- 1985 — 1986 — Врач-невропатолог, Суходольская городская больница;
- 01.02.1986 — 30.12.1986 - Врач-психиатр, Лутугинская районная больница;
- 1986 — 1995 — Главный врач, Коммунарская городская психиатрическая больница;
- 1995 — 1996 — Исполняющий обязанности старшего научного сотрудника, Украинский научно-исследовательский институт социальной и судебной психиатрии;
- 12.06.1996 — 31.07.1996 - Руководитель отдела, Украинский научно-исследовательский институт социальной и судебной психиатрии;
- 01.08.1996 — 14.10.1996 - Врач-психиатр, Киевская городская психоневрологическая больница № 2;
- 1996 — 1998 — Заведующий амбулаторией, Киевская городская психоневрологическая больница № 2;
- 1998 — 2002 — Заместитель главного врача, Киевская городская клиническая психоневрологическая больница № 1;
- 2002 — 2007 — Профессор кафедры детской, социальной и судебной психиатрии, Киевская медицинская академия последипломного образования имени П. Л. Шупика;
- 2007 — 2013 — Главный врач, Киевская городская клиническая психоневрологическая больница № 1;
- 2008 – по настоящее время — заведующий кафедрой общей, детской, судебной психиатрии и наркологии НМАПО имени П. Л. Шупика;
- 2013 - по настоящее время — Директор, Территориальное медицинское объединение «Психиатрия» в городе Киеве;

Учителя: проф. Чуприков А. П., проф. Кутько И. И.

## Защита диссертационных работ
- 1994 — кандидатская диссертационная работа. Клинико-патопсихологические и иммунологические сравнения при разных вариантах течения шизофрении.
- 2000 — докторская диссертационная работа. Современные формы депрессивных расстройств: клиника, диагностика, принципы медицинской и социальной реабилитации. Научный консультант проф. Маруты Н. О.

## Лечебная и научная деятельность
Биполярные аффективные расстройства. Шизофрения. Организация психиатрической помощи.

## Патенты
1. Внедрение характеристик моторных ассиметрий индикатора течения эндогенных психозов (1986).
2. Способ предсказания возникновения шизофрении (1986).
3. Клинические особенности обманов воспринимаются у леворуких больных шизофренией (1986).
4. Психотерапевтический метод определения межполушарных отношений при неврозах и у здоровых (1986).
5. Диагностика выраженной леворукости и амбидекстрии в популяции больных шизофренией (1986).

## Список ключевых публикаций
1. Мишиев В. Д. Депрессивные расстройства: критерии диагностики, основные клинические проявления и методы терапии - Киев, 2002. - 46 с.
2. Мишиев В. Д. Современные депрессивные расстройства: Руководство для врачей. - Львов Издательство Мс, 2004. - 207с.
3. Мишиев В. Д. Психические и поведенческие нарушения вследствие употребления опиоидов: клиника, диагностика, терапия. - Львов: Издательство Мс, 2005. -200с.
4. Психологическая и медикаментозная профилактика алкогольной и наркотической зависимости среди лиц подросткового возраста. - Киев, 2005 - 32 с.
5. Мишиев В. Д. Современные депрессивные расстройства: Руководство для врачей. - Львов: Издательство Мс. - 208 с.
6. Подкорытов В. С., Ревенок О. А., Чуприков А. П., Мишиев В. Д., Педак А. А. Организация, критерии и порядок предоставления психиатрической помощи в принудительном порядке. - Киев, 2008 - 46 с.
7. Мишиев В.Д., Сосин И.К., Овчаренко М.О., Ершова О.А. - Львов Медицина мира, 2010-277 с.
8. Чуприков А. П., Мышиев В. Д. Латеральность населения СССР. –Донецк: издатель Заславский А. Ю., 2010. – 192 с.
9. Кожин Г. М., Мишиев В. Д. Детская психиатрия. – Киев: ВСИ «Медицина», 2012. – 416 с.
10. Овчаренко Н. А., Сосин И. К. Пинский Л. Л. Мишиев В. Д. Медико-социальные проблемы опиоидной зависимости. – Луганск: «Промпечать», 2013. – 286.
11. Кожин Г. М., Мишиев В. Д. Детская психиатрия. – Киев: ВСВ «Медицина», 2014. – 376 с.
12. Наркология. Национальный учебник / Под редакцией И. К. Сосиной, Ю. Ф. Чуевой. - Харьков: Коллегиум, 2014. - 1500 с.

## Международное сотрудничество
Сотрудничество в рамках проекта Немецко-Польско-Украинского сотрудничества по реформированию психиатрической службы в Украине с психиатрическими клиниками Билефельда, Падерборна, Гютерсло.
- Главный редактор международного украинско-белорусско-российского научно-практического журнала «Психиатрия, психотерапия и клиническая психология».
- Член редакционной коллегии междисциплинарного научно-практического журнала «Психическое здоровье/Mental Health»
- Главный внештатный специалист Департамента здравоохранения исполнительного органа Киевского городского совета (КГГА) по специальности психиатрии. сотрудничество